# Coelotes tiantongensis
Coelotes tiantongensis là một loài nhện trong họ Amaurobiidae.
Loài này thuộc chi Coelotes. Coelotes tiantongensis được miêu tả năm 1997 bởi Zhang, Peng & Joo-Pil Kim.